# Vierrorivier
Vierrorivier (Zweeds: Vierrojåkka of -johka) is een rivier die stroomt in de Zweedse  gemeente Kiruna. De rivier ontvangt haar water onder meer van de westelijke hellingen van de Vierroberg. Ze stroomt naar het noorden en is circa 12 kilometer lang. Ze is een zijrivier van de Alesrivier. Langs de bovenloop van de rivier voert een wandelpad tot aan het bijna hoogste punt van de rivier. Aldaar staat een verblijfshut Mårmastugan genaamd.
Afwatering: Vierrorivier → Alesrivier → Torne → Botnische Golf